# Chilenische Waldkatze
Die Chilenische Waldkatze (Leopardus guigna, Synonym Oncifelis guigna), auch Kodkod, Guiña oder Nachtkatze genannt, ist die kleinste südamerikanische Wildkatze innerhalb der Familie der Katzen (Felidae). Sie ist im Südwesten Südamerikas beheimatet und hat von allen amerikanischen Katzenarten das kleinste Verbreitungsgebiet. In der Roten Liste gefährdeter Arten der Weltnaturschutzunion IUCN wird sie als gefährdet eingeordnet, da die gesamte Population auf weniger als 10.000 erwachsene Individuen geschätzt wird, bei einem abnehmenden Populationstrend. Vor allem der Lebensraumverlust und die Fragmentierung der Lebensräume stellen eine Bedrohung für die Art dar.

## Merkmale

### Allgemeine Merkmale
Die Chilenische Waldkatze ist – neben der afrikanischen Schwarzfußkatze – eine der kleinsten aller wildlebenden Katzenarten und zugleich die kleinste Katzenart Südamerikas; sie entspricht in ihrer Größe einer kleinen Hauskatze. Sie hat eine Kopfrumpflänge von 39 bis 50 Zentimeter. Die Männchen sind mit 1,7 bis 3,0 Kilogramm etwas schwerer als die Weibchen, die ein Gewicht von 1,3 bis 2,1 Kilogramm haben. Die Schwanzlänge beträgt 19,5 bis 25,0 Zentimeter.

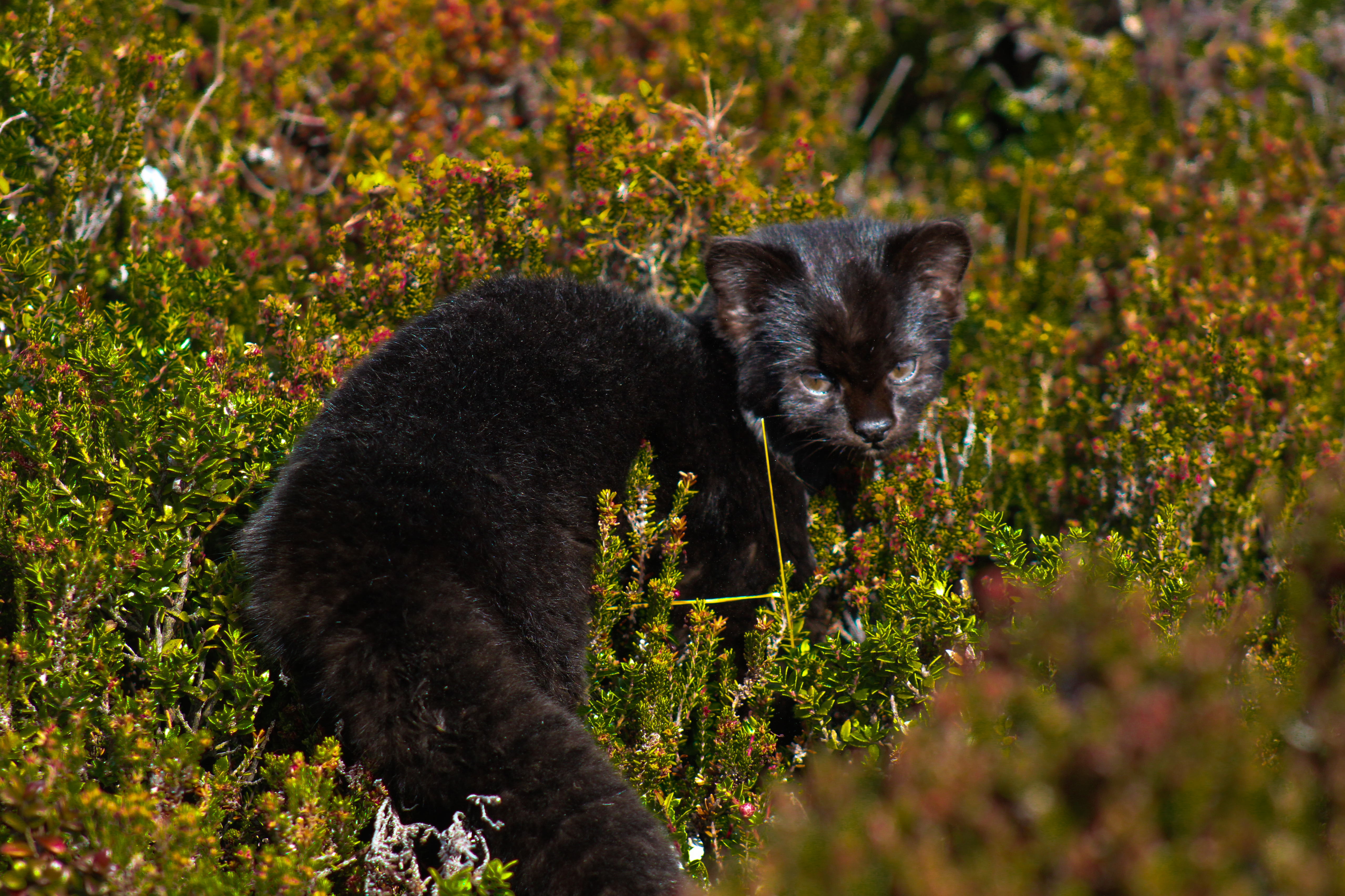
Melanistische Form der Chilenischen Waldkatze

Das Fell ist grau-braun, beigefarben, rötlich-braun oder dunkel rötlich-braun und mit kleinen schwarzen Punkten und Flecken bedeckt, die im Bereich des Gesichts und Nackens auch streifenartig mit Unterbrechungen sein können. Das Gesicht ist durch einen schwarzen seitlichen Rostralstreifen an der Schnauze, eine weiße Linie oberhalb der Augen (Supraorbitallinie), eine unterbrochene schwarze Frontallinie auf der Stirn und zwei schwarze Seitenlinien gekennzeichnet, die bis unterhalb des Ohrs verlaufen; ein weniger ausgedehnter dritter Streifen verläuft etwa parallel und zwischen dem oberen und unteren Seitenstreifen. Augenbrauenlinien und dunkle Bänder verlaufen von der Seite der Nase bis zur medialen Basis der Ohren, sind aber rudimentär und unauffällig. Die Oberseite des Kopfes ist gesprenkelt und leicht schwärzlich. Die Nase ist tiefschwarz und die Augen sind braun. Die Rückseite der tief ansetzenden Ohren ist schwarz mit einem auffälligen weißen Fleck. Der Nacken ist durch eine undeutliche schwarze Mittellinie und zwei Paare klar definierter schwarzer Seitenlinien gekennzeichnet. Eine dritte, weniger ausgeprägte Seitenlinie verläuft von der seitlichen Basis jedes Ohrs. Schmale schwarze Mittellinien verlaufen diskontinuierlich bis zur Höhe des Rumpfes, gehen aber auf den Schultern und Flanken in Rosetten mit dunklen, violetten Zentren über.
Die Pfoten sind breit, der Schwanz ist etwa 20 bis 25 Zentimeter lang und dick und buschig; er ist durch mehrere schmale schwarze Ringe gezeichnet.
Rein melanistische Tiere (Schwärzlinge) kommen bei dieser Art häufig vor, vor allem in höheren Berglagen. Auf Chiloé und dem Chonos-Archipel ist die schwarze Form die Hauptform.

### Merkmale des Schädels
| 3 | · | 1 | · | 3 | · | 1 | = 30 |
| 3 | · | 1 | · | 2 | · | 1 | = 30 |

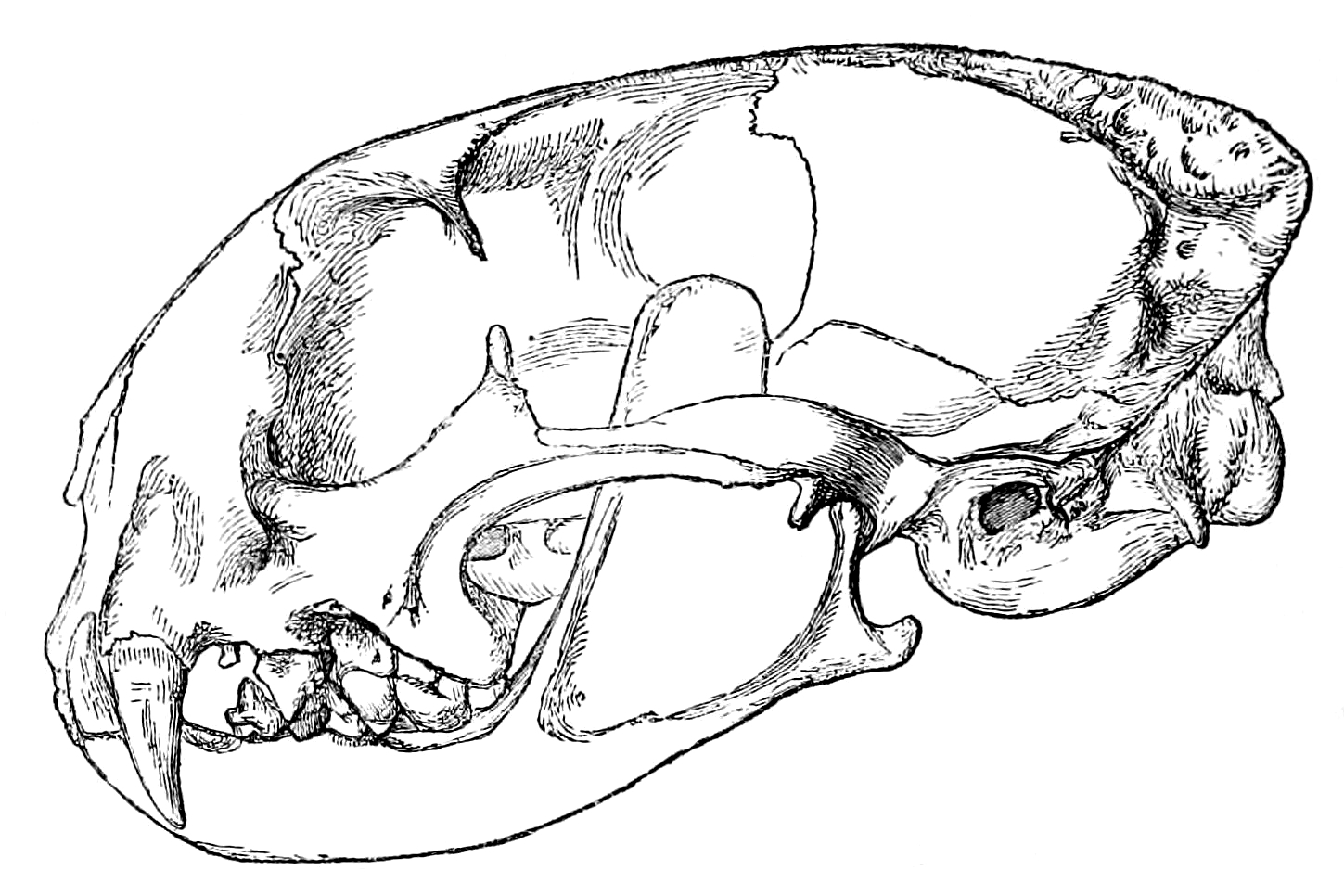
Schädel der Chilenischen Waldkatze

Der Schädel der Chilenischen Waldkatze ist klein und abgerundet. Er besitzt keine prominenten Grate und Kämme mit Ausnahme des nur gering entwickelten Lambdakamms. Das Gesicht ist kurz, das Rostrum ist schmal und das Profil verläuft in einer kaum konvexen Linie zum Scheitel. Die Augenhöhlen sind im Vergleich zur Größe des Schädels eher klein, die Postorbitalfortsätze sind ebenfalls klein und zart. Das relativ kleine Verhältnis zwischen Kiefer- und Schädellänge weist auf einen verlängerten Bereich des Schädels hinter den Augen (postorbital) hin. Die Gehirnform ist relativ länglich, die Vermessung der Schädel eines Männchens und eines Weibchens ergab ein durchschnittliches endokraniales Hirnvolumen von 28,5 Milliliter. Die Bullae sind hoch und relativ stark vergrößert.
Das Gebiss der Art entspricht dem typischen Katzengebiss. Es enthält pro Oberkieferhälfte drei Schneidezähne (Incisivi), einen Eckzahn (Caninus), drei Vorbackenzähne (Praemolares) sowie einen Backenzahn (Molaris) und pro Unterkieferhälfte drei Schneidezähne, einen Eckzahn, zwei Vorbackenzähne und einen Backenzahn. Insgesamt besitzen die Tiere somit 30 Zähne. Der obere und untere Eckzahnkamm ist typischerweise nicht vorhanden, der obere Eckzahnkamm war in einer Stichprobe von 45 Schädeln nur bei zwei Schädeln vorhanden und der untere Eckzahnkamm nur bei einem. Der linguale Kamm des dritten oberen Prämolars fehlte durchweg.

### Unterschiede zu verwandten Arten
Im Vergleich mit der nahe verwandten und teilweise überlappend vorkommenden Kleinfleckkatze (Leopardus geoffroyi) kann die Chilenische Waldkatze durch das Verhältnis der Kopfrumpflänge und der des Kopfes, durch die Fellzeichnung und -farbe sowie den Schwanz unterschieden werden. Sie ist insgesamt kleiner und leichter als die Kleinfleckkatze, die mehr als das doppelte Gewicht haben kann; allerdings sind die Vertreter der Unterart L. geoffroyi salinarum ebenfalls sehr klein und vor allem sehr schlank gebaut. Sie hat zudem ein deutlich schmaleres und kürzeres Gesicht, die Schädellänge ausgewachsener Tiere ist entsprechend in der Regel kürzer (790 bis 861 Millimeter gegenüber 900 bis 1,165 Millimeter). Die Fellfarbe der Kleinfleckkatze ist rauchgrau und nicht bräunlich wie bei der Chilenischen Waldkatze. Die Flecken auf Kopf, Hals und Schultern der Kleinfleckkatze bilden deutliche Streifen, die nicht wie bei der Chilenischen Waldkatze unterbrochen sein können. Der dicke und buschige Schwanz der Chilenischen Waldkatze ist kürzer als der weniger buschig ausgebildete Schwanz der Kleinfleckkatze. Von allen anderen südamerikanischen Katzenarten unterscheidet sich die Chilenische Waldkatze vor allem durch ihre geringere Größe.

## Verbreitung und Lebensraum

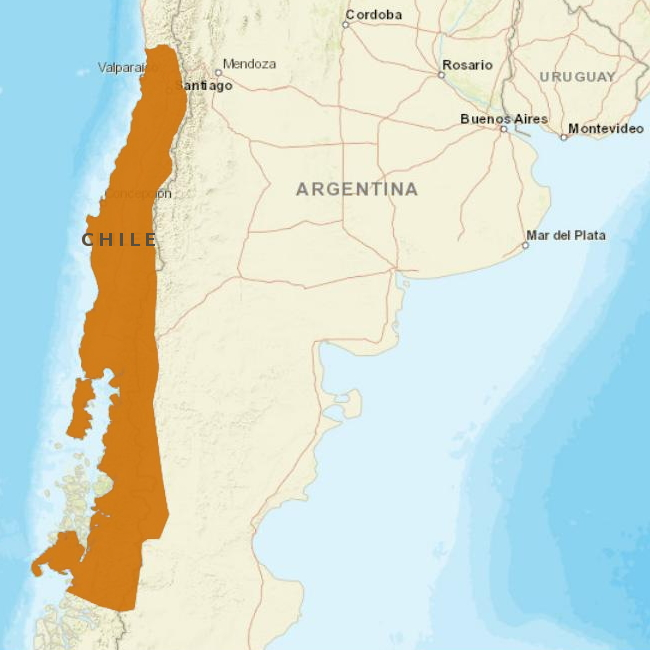
Verbreitungsgebiet

Die chilenische Waldkatze hat unter den Katzenarten Amerikas das kleinste Verbreitungsgebiet, die Größe wird auf maximal 300.000 Quadratkilometer eingegrenzt. Sie lebt in den gemäßigten valdivianischen Regenwaldregionen und im Matorral in Zentral- und Südchile sowie im angrenzenden Teil Argentiniens und den Inseln vor der chilenischen Küste, beispielsweise Chiloé. Dabei reicht das Gebiet von 30° bis 48° südlicher Breite bis in Höhen von etwa 2500 Metern. Die Unterart Leopardis g. tigrillo kommt dabei von Coquimbo bis zur Región del Biobío vor, südlich davon grenzt das Verbreitungsgebiet von Leopardus g. guigna an und schließt auch den argentinischen Teil und die Inselpopulation von Chiloé ein. Aufgrund fehlender Feinde ist die Art auf Chiloé besonders häufig. Die patagonischen Eisfelder verhindern die Ausbreitung nach Osten. Sie verlaufen parallel zur Pazifikküste und umfassen ein unwirtliches Gebiet von etwa 17.000 Quadratkilometern.
In ihrer Heimat kommt die Katze in Höhen bis zur Baumgrenze in 1900 bis 2500 Metern vor. Dabei ist sie sehr eng an die feuchten Mischwälder der südlichen Anden sowie der Küstenregionen gebunden, vor allem an die immergrünen gemäßigten Regenwälder mit einem starken Gräserbewuchs im Unterholz. Auch der Lebensraum in Argentinien zeichnet sich entsprechend durch Mischwälder mit starkem Unterbewuchs, Epiphyten und Lianen aus. Neben diesen Gebieten kann die Chilenische Waldkatze auch wesentlich seltener in den laubwerfenden Regenwaldgebieten vorkommen, außerdem im feuchten Buschland und in Nadelgehölzwäldern. Aus dem benannten Buschland ist bislang nur ein einziges Exemplar aus dem Gebiet von Valparaíso beschrieben. Dieses Exemplar war auffällig heller als die Verwandten in den Regenwäldern, weshalb es als eigene Unterart mit dem Namen O.g. molinae beschrieben wurde, die jedoch nicht anerkannt ist.
In Teilen ihres Verbreitungsgebiets lebt sie gemeinsam, sympatrisch, mit der Kleinfleckkatze. Das Verbreitungsgebiet der Chilenischen Waldkatze ist dabei durch ihre starke Bindung an die gemäßigten Regenwälder und die südlichen Buchenwälder Chiles und Argentiniens eingeschränkter. Gegenüber Veränderungen und Besiedlungen ist die Chilenische Waldkatze ziemlich unempfindlich und sie lebt auch in der Umgebung von Ortschaften oder kultivierten Agrarflächen. Die Umgebung von Valparaíso etwa, wo die Katze heute noch heimisch ist, ist bereits seit über 1.000 Jahren dauerhaft besiedelt und wurde vor etwa 150 Jahren mit Ausnahme weniger Waldinseln vollständig gerodet.

## Lebensweise

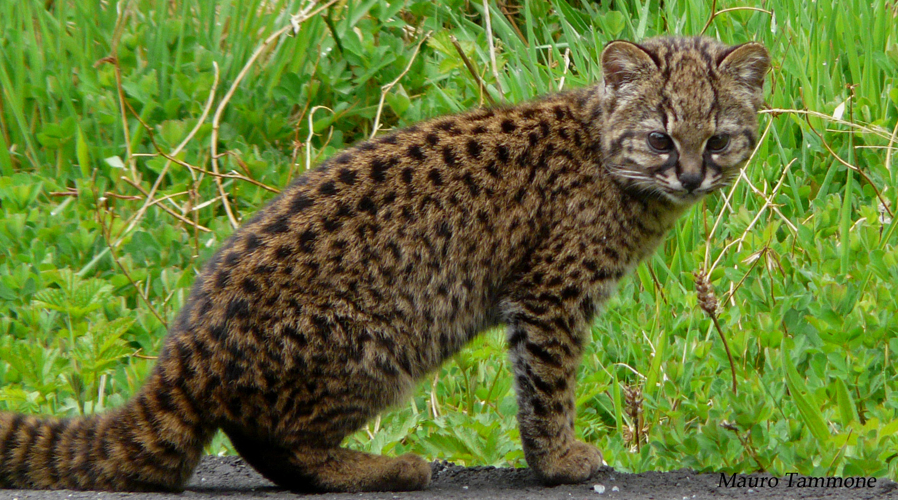
Chilenische Waldkatze

Über die Lebensweise der Chilenischen Waldkatze ist nicht allzu viel bekannt. Sie kann gut klettern und nützt Bäume und Äste zur Fortbewegung als Wege durch die Wälder. Auch ihre Verstecke befinden sich häufig in Bäumen und sie ruht in der Regel tagsüber im dichten Geäst nahe von Flüssen. Sie kann sowohl tagsüber wie nachts aktiv sein, in freier Wildbahn ist sie wahrscheinlich vor allem nachtaktiv. Bei Beobachtungen im Zoo wurde dagegen allerdings eine Hauptaktivität am Tage festgestellt.
Über das Sozialverhalten sind keine genaueren Angaben gesichert. Gerüchte über ein stark ausgeprägtes Sozialverhalten bis hin zur Bildung von Rudeln sind bislang nicht zu bestätigen. Die einzelnen Tiere nutzen Gebiete mit Größen um 150 bis 400 Hektar, wobei die Größe regional stark variieren kann. Bei Männchen auf Chiloé wurden in fragmentierten Gebieten Reviergrößen von fast 360 Hektar bei männlichen Tieren und 126 Hektar bei Weibchen festgestellt. In unfragmentierten Lebensräumen war die Größe der Reviere mit etwa 180 Hektar deutlich kleiner. Im Nationalpark Laguna San Rafael lag die durchschnittliche Reviergröße geschlechtsunabhängig bei etwa 150 Hektar. Die Reviere von Tieren gleichen Geschlechts haben dabei nur geringe Überschneidungen, die Reviere der Männchen überschneiden sich jedoch mit denen mehrerer Weibchen. Vor allem in Kerngebieten überschneiden sich die Verbreitungsgebiete teilweise erheblich, sodass die Bestandsdichte der adulten und subadulten Tiere zusammengenommen bei 0,97/km² liegt.
Die durchschnittliche Größe des Heimverbreitungsgebiets wurde auf 269 ha geschätzt, wobei sich die Verbreitungsgebiete und Kerngebiete erheblich überschneiden, so dass die Dichte der adulten und subadulten Tiere zusammengenommen bei 0,97/km² liegt.

### Ernährung
Die Katze jagt Vögel, kleinere Reptilien und Kleinsäuger. Bei Letzteren handelt es sich vor allem um mäusegroße Tiere, die ausschließlich am Boden gejagt werden. Hörnchen und andere baumlebende Tiere jagt die Katze nur selten. Auch unter den Vögeln werden vor allem Arten erbeutet, die am Boden leben oder sich häufig am Boden aufhalten, darunter vor allem Drosseln, Regenpfeifer, Tapaculos und Geflügel wie Gänse und Hühner. Die Männchen sollen gelegentlich Hühnerställe ausräubern, die Weibchen sind dafür zu klein.

### Fortpflanzung und Entwicklung
Über die Fortpflanzung der Art liegen nur sehr begrenzte Informationen aus Einzelbeobachtungen vor. So wurde Ende Februar 1997 ein männliches Jungtier der Art im Verbreitungsgebiet seiner Mutter aufgegriffen und wog 900 Gramm, das nach Größe und Gebiss etwa vier Monate alt war. Darauf aufbauend wurde geschlossen, dass es zwischen Ende Oktober und Anfang November 1996 geboren wurde. Ein männliches und ein weibliches Jungtier, die im Februar 1998 gefangen wurden, wogen beide jeweils 900 Gramm und auch hier wurde für das Männchen ein Alter von etwa vier Monaten abgeschätzt, was auf eine Geburt Ende Oktober 1997 deutet. Ende Oktober 1998 wurde das gleiche Individuum nochmals gefangen und wog 1,4 Kilogramm, Anfang Dezember 1999 wog er 1,7 Kilogramm. Im Oktober 1999 wurde es bei Rivalenkämpfen mit anderen männlichen Artgenossen beobachtet und hatte entsprechend wahrscheinlich den Status eines erwachsenen Tieres erreicht.
Aus den Beobachtungen abgeleitet geht man davon aus, dass die wahrscheinliche Paarungszeit im frühen südamerikanischen Frühjahr, August bis September, liegt und die Geburten entsprechend im Oktober bis November stattfinden. Bei Zootieren wurde eine Tragzeit von etwa 72 bis 78 Tage beobachtet und im Wurf befinden sich ein bis vier Jungtiere. Die Lebenserwartung der Kodkod beträgt etwa elf Jahre. Die Jungtiere haben noch keine Zähne und sind entsprechend bis zum Erwachsenenalter zumindest teilweise von ihren Müttern abhängig. Ein junges Männchen zeigte entsprechend im chilenischen Nationalpark Laguna San Rafael eine hohe Überlappung des Verbreitungsgebiets mit seiner Mutter.
Wie bei anderen gefährdeten Katzenarten wurden auch bei der Chilenischen Waldkatze experimentell künstliche Reproduktionstechnologien für Zuchtprogramme erprobt, die jedoch keinen Erfolg hatten. Hauskatzenoozyten unterstützten zwar die Entwicklung geklonter Embryonen der Waldkatze bis zum Morulastadium und die Blastozystenbildung wurde ermöglicht, diese zeigten jedoch keine Pluripotenz- und Differenzierungsmarker und konnten nicht weiter entwickelt werden.

## Taxonomie

### Systematik

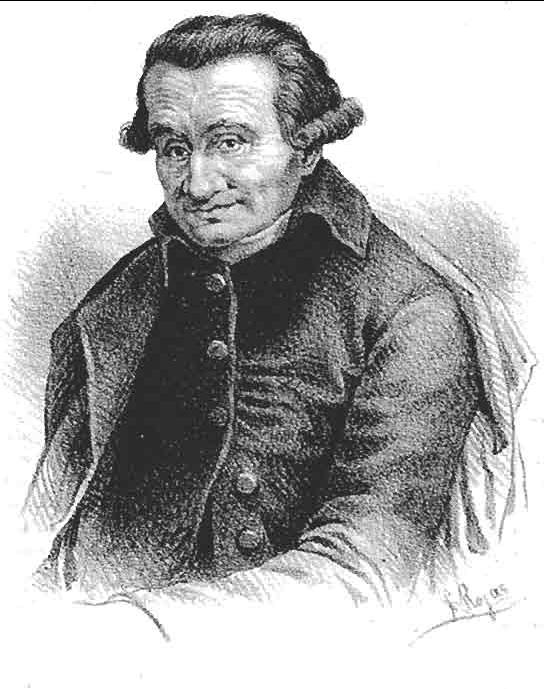
Juan Ignacio Molina ist der Erstbeschreiber der Art.

Die Chilenische Waldkatze wird als eigenständige Art den in Südamerika verbreiteten Pardelkatzen Leopardus zugeordnet. Wissenschaftlich erstbeschrieben wurde sie von Juan Ignacio Molina in seiner Saggio sulla storia naturale del Chili (deutsch: „Aufsatz über die Naturgeschichte von Chili“) im Jahr 1782 als Felis guigna aus Chile zusammen mit dem Colocolo (Leopardus colocolo). Von Oldfield Thomas wurde die Fundregion 1903 auf Valdivia eingegrenzt. Heinrich Rudolf Schinz beschrieb 1844 eine weitere Katzenart als Felis tigrillo ebenfalls aus Chile, die heute neben der Nominatform als zweite Unterart der Chilenischen Waldkatze betrachtet wird. 1917 wurde die Art von Reginald Innes Pocock als Herpailurus guigna der Gattung Herpailurus und damit der näheren Verwandtschaft des Jaguarundi (Herpailurus yagouaroundi) zugeordnet. Joel Asaph Allen ordnete sie zwei Jahre später, 1919, als Noctifelis guigna einer neuen Gattung zu und Pocock änderte die Zuordnung 1940 erneut zu Oncifelis guigna. 1950 beschrieb der chilenische Zoologe Enrique Artayeta mit Oncifelis santacrucenis eine weitere Art aus Argentinien, die jedoch 1957 durch Ángel Cabrera Latorre als melanistische Form der Chilenischen Waldkatze erkannt und synonymisiert wurde. Cabrera stellte die Katze im gleichen Jahr in die Untergattung Felis (Leopardus), die bereits 1842 durch John Edward Gray als Gattung etabliert wurde. 1979 wurde diese durch Paul Leyhausen wieder in den Gattungsrang erhoben, sodass dieser zum ersten Mal den heute gültigen Namen Leopardus guigna nutzte. Jüngere Systematiken wie Wilson & Reeder (2005) und auch das Handbook of the Mammals of the World ordnen diese Gattung heute durchweg bei den Pardelkatzen (Leopardus) ein, deren bekanntester Vertreter der Ozelot (Leopardus pardalis) ist.
Die Chilenische Waldkatze wurde allerdings teilweise auch der Kleinfleckkatze (Leopardus geoffroyi) als Unterart zugeordnet. Molekularbiologische Studien konnten die nahe Verwandtschaft beider Arten nachweisen, sodass sie Schwesterarten darstellen, deren letzter gemeinsamer Vorfahre wahrscheinlich vor zwei bis drei Millionen Jahren lebte. Die nächste verwandte Art ist die Anden-Ozelotkatze (L. pardinoides) die in den nördlichen und mittleren Anden vorkommt.
Es werden zwei Unterarten unterschieden:
- Leopardus guigna guigna Molina, 1782: Nominatform aus Südchile; im Vergleich zu L. g. trigillo ist sie etwas kleiner und heller sowie mit einer Fleckung auf den Füßen.
- Leopardus guigna trigillo Schinz, 1844: Unterart aus Zentralchile; diese Form hat keine Flecken auf den Füßen.

### Etymologie
Sowohl der wissenschaftliche Name L. guigna als auch der regionale Name Kodkod stammen aus der südamerikanischen Heimat der Chilenischen Waldkatze. So wird angenommen, dass „Kodkod“ eine Abwandlung des Namens colocolo ist, der aus dem Mapudungun stammt und eigentlich ein Fabeltier aus der Mythologie der Mapuche bezeichnet. Auch die sog. Pampaskatze L. colocolo ist danach benannt. Der Name „guigna“ ist eine latinisierte Schreibweise des spanischen Wortes güiña, ein von dem Verb güiñar („blinzeln“) abgeleiteter lokaler Name für die Wildkatzen. Als „hüiña“ ist es der in Chile gebräuchliche Name für die Art, der auch auf einen schnellen und effektiven Dieb angewendet wird.

## Stammesgeschichte
Die Fossilgeschichte der südamerikanischen Katzen und damit auch der Chilenischen Waldkatze ist bislang nur schwer rekonstruierbar. Die frühesten Katzen traten vor etwa 13 bis 15 Millionen Jahren auf, die Ozelot-Linie trennte sich von anderen Katzen vor etwa 6 bis 12 Millionen Jahren. Vor etwa zwei bis fünf Millionen Jahren wanderten frühe kleine Feliden aus Nord- und Mittelamerika über die panamaische Landbrücke nach Südamerika ein. Aufgrund der geringen Konkurrenz anderer fleischfressender Säugetiere in der südamerikanischen Fauna konnten sich die Arten, die über mehrere Einwanderungen kamen, in Südamerika etablieren.
Fossilien südamerikanischer Katzen sind selten, es existieren aber einzelne Funde aus der Zeit vor 0,5 bis zwei Millionen Jahren. Aufgrund der großen Ähnlichkeiten im Schädelbau sowie in Größe, Proportionen und kleineren Details lassen sich diese Fossilien allerdings nicht sicher konkreten Arten zuordnen, insofern sind keine sicheren Fossilien der Art bekannt. Die Aufspaltung der Pardelkatzen fand wahrscheinlich in Südamerika statt, die Chilenische Waldkatze bildet seit etwa 0,4 bis 1,5 Millionen Jahren eine eigenständige evolutionäre Linie innerhalb der Gattung.

## Bedrohung und Schutz

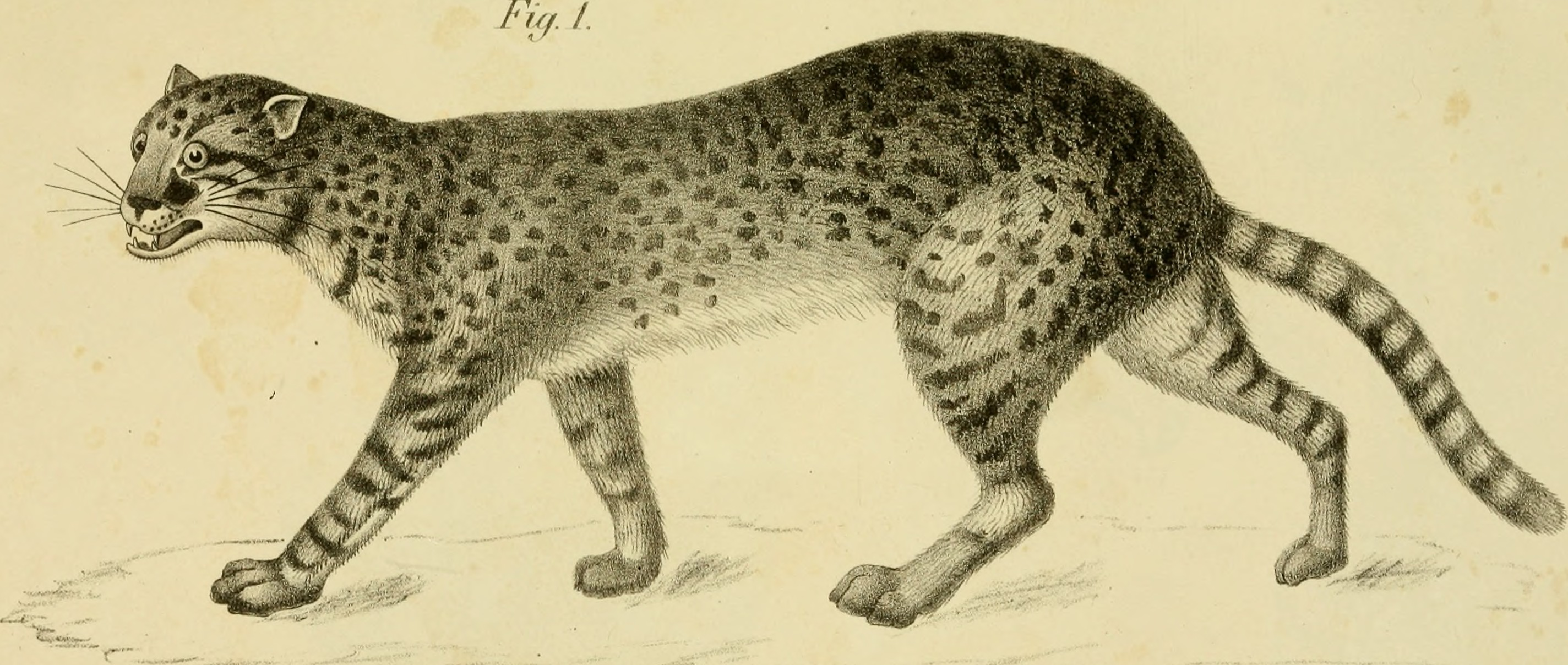
Chilenische Waldkatze, historische Darstellung im Archiv für Naturgeschichte, 1873

Die Chilenische Waldkatze wird in der Roten Liste gefährdeter Arten der Weltnaturschutzunion IUCN als Gefährdet (Vulnerable) geführt, da die gesamte Population auf weniger als 10.000 erwachsene Individuen geschätzt wird, bei einem abnehmenden Populationstrend. Im Vergleich zu anderen wildlebenden Katzenarten ist das Verbreitungsgebiet der Chilenischen Waldkatze stark begrenzt und umfasst maximal 300.000 Quadratkilometer. Der größte Teil dieses potenziellen Verbreitungsgebietes ist stark fragmentiert durch landwirtschaftlich genutzte Gebiete und Waldrodungen für die Anpflanzung von Kiefernplantagen, Landwirtschaft und Viehhaltung. Für die chilenischen Regenwälder der gemäßigten Zone wurde für den Zeitraum 1975 bis 2000 ein jährlicher Waldverlust von 4,5 % und damit von 67 % der gesamten Waldfläche geschätzt, für 2010 bis 2020 wurden ähnliche Waldverluste prognostiziert. Auf der Grundlage von Schätzungen wird ein Populationsrückgang der Chilenischen Waldkatze von mindestens 30 % über drei Generationen (18 Jahre) vermutet, die Bestände der geschlechtsreifen Individuen werden auf zwischen etwa 6.000 und 92.000 Tiere geschätzt.
Es gibt Hinweise darauf, dass die Landschaftsfragmentierung mit einer geringeren genetischen Vielfalt und einem Rückgang der Populationsgröße einhergeht. Außerdem könnten verschiedene Guiña-Subpopulationen derzeit eine Verkleinerung durchlaufen, was auf ein Muster von Ne >> N (Flaschenhals) schließen lässt. Vergeltungstötungen aufgrund von Geflügelprädation und Straßentötungen sind häufige Todesursachen in fragmentierten Landschaften und führen zu einem Rückgang der Guiña-Populationen. Der Habitatverlust und die fortschreitende Verschlechterung des Lebensraums stellen für die Art entsprechend die größten Bedrohungen dar. Die Tiere sind abhängig von einer relativ dichten Vegetationsdecke als einer der wichtigsten ökologischen Voraussetzungen und es gibt Hinweise darauf, dass die Landschaftsfragmentierung mit einer geringeren genetischen Vielfalt der Bestände einhergeht und zu einem Rückgang der Populationsgröße führt. Vor allem in Zentralchile ist ihr Lebensraum stark fragmentiert, wobei diese Lebensräume aus Ackerland mit Waldrestbeständen heute eine zentrale Rolle für die Verbreitung der Katzen spielen. In den fragmentierten Landschaften sind allerdings die Reviere der Tiere größer als in unberührten Gebieten und ihre Bestandsdichte ist geringer.
Die Bejagung stellt eine geringere Bedrohung dar, wenngleich sie als potenzieller Nutztierräuber besonders für Geflügel auch von örtlichen Bauern geschossen wird. Sie ist zusammen mit Straßentötungen allerdings häufige Todesursache vor allem in den fragmentierten Gebieten, wodurch die Bestandszahlen dort sinken. Auch bei illegalen Fuchsjagden werden gelegentlich Katzen erlegt, Waldkatzenfelle gelangen jedoch sehr selten in den Handel. Eine weitere wichtige potenzielle Bedrohung für die Tiere sind neu auftretende Krankheiten, die durch die erhöhte Kontaktwahrscheinlichkeit mit Hauskatzen begünstigt werden. Auch der Klimawandel kann eine wichtige potenzielle Bedrohung für die Chilenische Waldkatze darstellen.
Im Verbreitungsgebiet der Chilenischen Waldkatze gibt es eine Reihe von Schutzgebieten. Sie steht sowohl in Chile als auch in Argentinien unter Naturschutz und wird im Anhang II des Washingtoner Artenschutzübereinkommen (CITES) geführt. Ohne Genehmigungen zuständiger nationaler Behörden sind der internationale Handel und grenzüberschreitende Transfer von lebenden Exemplaren und Körperteilen verboten.

## Belege
1. 1 2 3 4 5  
„Diagnosis.“ In: Catherine Peckham: Leopardus guigna (Carnivora: Felidae). in: Mammalian Species 55 (1026), 9. Mai 2023, sead001, S. 2, doi:10.1093/mspecies/sead001
2. 1 2 3 4 5 6 7 8 9 10 11 12  
Kodkod – Leopardus guigna In: Don E. Wilson, Russell A. Mittermeier (Hrsg.): Handbook of the Mammals of the World. Volume 1: Carnivores. Lynx Edicions, Barcelona 2009, ISBN 978-84-96553-49-1, S. 147.
3. 1 2 3 4 5 6 7  
„General Characters.“ In: Catherine Peckham: Leopardus guigna (Carnivora: Felidae). in: Mammalian Species 55 (1026), 9. Mai 2023, sead001, S. 2–5, doi:10.1093/mspecies/sead001
4. 1 2 3 4  
Fabio Oliveira do Nascimento: On the morphological variation and taxonomy of the Geoffroy’s cat Leopardus geoffroyi (d’Orbigny & Gervais, 1844) (Carnivora, Felidae). In: Papéis Avulsos de Zoologia 54(11), 2014; S. 129–160. doi:10.1590/0031-1049.2014.54.11.
5. ↑  
Sharleen T. Sakai, Bradley M. Arsznov, Ani E. Hristova, Elise J. Yoon, Barbara L. Lundrigan: Big Cat Coalitions: A Comparative Analysis of Regional Brain Volumes in Felidae. In: Frontiers in Neuroanatomy 10, 20 Oktober 2016. doi:10.3389/fnana.2016.00099.
6. 1 2  
Fernando Lencastre Sicuro, Luiz Flamarion B. Oliveira: Skull morphology and functionality of extant Felidae (Mammalia: Carnivora): a phylogenetic and evolutionary perspective. Zoological Journal of the Linnean Society 161 (2), Februar 2011; S. 414–462. doi:10.1111/j.1096-3642.2010.00636.x
7. ↑  
Griet A.E. Cuyckens, Miriam M. Morales, Marcelo F. Tognelli: Assessing the distribution of a Vulnerable felid species: threats from human land use and climate change to the kodkod Leopardus guigna. In: Oryx 49 (4), 2014; S. 611–618. doi:10.1017/S003060531300135X.
8. 1 2 3  
„Distribution.“ In: Catherine Peckham: Leopardus guigna (Carnivora: Felidae). in: Mammalian Species 55 (1026), 9. Mai 2023, sead001, S. 5, doi:10.1093/mspecies/sead001
9. ↑  
J. Sanderson, M. Sunquist, A. Iriarte: Natural History and Landscape-use of Guignas (Oncifelis guigna) on Isla Grande de Chiloé, Chile. Journal of Mammalogy, 83 (2): 608–613
10. 1 2  
Nicolás Gálvez, Felipe Hernández, Jerry Laker, Horacio Gilabert, Robert Petitpas,
Cristián Bonacic, Alessandro Gimona, Alison Hester, David W. Macdonald: Forest cover outside protected areas plays an important role in the conservation of the Vulnerable guiña Leopardus guigna. In: Oryx 47 (2), 2013; S. 251–258. doi:10.1017/S0030605312000099.
11. 1 2 3  
Nigel Dunstone, Leon Durbin, Ian Wyllie, Rachel Freer, Gerardo Acosta Jamett, Marcelo Mazzolli, Sam Rose: Spatial organization, ranging behaviour and habitat use of the kodkod (Oncifelis guigna) in southern Chile. In: Journal of Zoology 257 (1), 2002; S. 1–11. doi:10.1017/S0952836902000602.
12. 1 2  
Catherine Peckham: Leopardus guigna (Carnivora: Felidae). in: Mammalian Species 55 (1026), 9. Mai 2023, sead001, doi:10.1093/mspecies/sead001, nach: R.A. Freer: The spatial ecology of the güiña (Oncifelis guigna) in Southern Chile. Doktorarbeit an der Durham University, Durham 2004.
13. 1 2  
„Ontogeny and Reproduction.“ In: Catherine Peckham: Leopardus guigna (Carnivora: Felidae). in: Mammalian Species 55 (1026), 9. Mai 2023, sead001, S. 6–7, doi:10.1093/mspecies/sead001
14. ↑  
Daniel Veraguas, Constanza Aguilera, Diana Echeverry, Darling Saez-Ruiz, Fidel Ovidio Castro, Lleretny Rodriguez-Alvarez: Embryo aggregation allows the production of kodkod (Leopardus guigna) blastocysts after interspecific SCNT. Theriogenology 158, Dezember 2020; S. 148–157. doi:10.1016/j.theriogenology.2020.09.006.
15. ↑  
Juan Ignacio Molina: Saggio sulla storia naturale del Chili. Bologna, 1782; S. 295. Digitalisat
16. ↑  
Oldfield Thomas: Notes on Neotropical mammals of the genus Felis, Hapale, Oryzomys, Akodon and Ctenomys, with descriptions of new species. Annals and Magazine of Natural History, Including Zoology, Botany and Geology, Series 7, 12, 1903; S. 234–243. Digitalisat
17. ↑  
Heinrich Rudolf Schinz: Systematisches Verzeichniß aller bis jetzt bekannten Säugthiere, oder Synopsis Mammalium nach dem Cuvierschen System. Vol. 1. Jent und Gassmann, Solothurn 1844; S. 470.
18. 1 2 3 4 5  
Catherine Peckham: Leopardus guigna (Carnivora: Felidae). in: Mammalian Species 55 (1026), 9. Mai 2023, sead001, hier S. 1–2 (Nomenklatur, Taxonomie), doi:10.1093/mspecies/sead001
19. ↑  
Reginald Innes Pocock: The classification of existing Felidæ. Annals and Magazine of Natural History, Series 8, 20, 1917; S. 329–350. doi:10.1080/00222931709487018.
20. ↑  
Joel Asaph Allen: Notes on the synonymy and nomenclature of the smaller spotted cats of tropical America. Bulletin of the American Museum of Natural History 41, 1919; S. 341–419; hier 361. Digitalisat.
21. ↑  
Reginald Innes Pocock: The races of Geoffroy’s cat (Oncifelis geoffroyi). Annals and Magazine of Natural History, Series 11, 6, 1940; S. 350–355. doi:10.1080/03745481.1940.9723689.
22. ↑  
Enrique Artayeta: Nueva espécie zoológica de un felino recientemente clasificado de La República Argentina. Anales del Museo Nahuel Huapi 2, 1950; S. 109–114.
23. ↑  
Ángel Cabrera Latorre: Dos Felidos Argentinos inéditos (Mammalia Carnivora). Neotropica 3 (12), 1957; S. 70–72.
24. ↑  
Ángel Cabrera Latorre: Catálogo de los mamíferos de América del Sur. Revista del Museo Argentino de Ciencias Naturales „Bernardino Rivadavia“, Ciencias Zoológicas 4 (1), 1957; S. 1–307, hier 281.
25. ↑  
Paul Leyhausen: Cat behaviour. The predatory and social behaviour of domestic and wild cats. Garland STPM Press, New York 1979; S. 202
26. 1 2  
D. E. Wilson und D. M. Reeder (2005): Leopardus guigna. In: Mammal Species of the World. 3. Auflage. Johns Hopkins University Press, 2005, ISBN 0-8018-8221-4
27. 1 2  
Manuel Ruiz-García, Myreya Pinedo-Castro, Joseph Mark Shostell: Morphological and Genetics Support for a Hitherto Undescribed Spotted Cat Species (Genus Leopardus; Felidae, Carnivora) from the Southern Colombian Andes. In: Genes. Band 14, Nr. 6, 15. Juni 2023, ISSN 2073-4425, S. 1–21, doi:10.3390/genes14061266.
28. ↑  
Michael Palomino: Mythologie der Mapuche: Wesen und Tiere. In: Süd-„Amerika“-Index. Abgerufen am 5. Oktober 2020 (Onlinekompilation).
29. ↑  
Nicolas Gálvez, Felipe Hernández: Connecting biological and socio-cultural dimensions of conservation: a strategy to engender positive attitudes towards the kodkod cat, within rural communities in Southern Chile. Cat Project of the Month, IUCN/SSC Cat Specialist Group, Muri, 2009. (Volltext)
30. 1 2  
„Fossil Record.“ In: Catherine Peckham: Leopardus guigna (Carnivora: Felidae). in: Mammalian Species 55 (1026), 9. Mai 2023, sead001, S. 5, doi:10.1093/mspecies/sead001
31. 1 2 3 4 5 6 7 8  
Acosta, G., Lucherini, M. (2008) Leopardus guigna. In: IUCN 2010. IUCN Red List of Threatened Species. Version 2010.4.
32. ↑  
Convention on International Trade in Endangered Species of Wild Fauna and Flora (1979) Text of the Convention. Article IV: Regulation of Trade in Specimens of Species Included in Appendix II Signed at Washington, D.C., on 3 March 1973; Amended at Bonn, on 22 June 1979